# 무원고등학교
무원고등학교(茂院高等學校)는 대한민국 경기도 고양시 덕양구 행신동에 있는 공립 고등학교이다.

## 학교 연혁
- 1997년 1월 14일 : 무원고등학교 보통과 30학급 설립 인가
- 1997년 3월 1일 : 초대 임병춘 교장 취임
- 1997년 3월 5일 : 개교, 입학식(1학년 4학급 155명)
- 2000년 2월 11일 : 제1회 졸업식(141명)
- 2001년 3월 3일 : 환경시범학교 운영(01~02)
- 2002년 3월 1일 : 무원고등학교 보통과 35학급 인가
- 2004년 3월 2일 : 과학교육시범학교 운영(04~05)
- 2012년 3월 2일 : 경제교육 연구학교 운영 (12~13)
- 2013년 3월 26일 : 학교 헌장 및 무원가 제정(작) 심의 확정
- 2023년 1월 3일 : 졸업식 제24회
- 2023년 3월 2일 : 입학식 제27회(1학년 11학급)
- 2023년 9월 1일 : 제11대 전선용 교장 취임

## 참고 자료
- 무원고등학교 - 한국교육학술정보원 학교알리미